# Monte Mitchell
Il Monte Mitchell (2.038 m s.l.m.) è una montagna situata negli Stati Uniti d'America, la più alta della catena degli Appalachi e dello Stato della Carolina del Nord.
Il suo nome deriva da Elisha Mitchell che fu professore dell'università della Carolina del Nord. Egli determinò l'altezza del monte nel 1835 e vi morì accidentalmente nel 1857 durante la verifica delle sue misure.
La salita alla vetta oggi è molto facile perché è stata costruita una strada e per la presenza di sentieri di facile accesso nella prossimità della vetta. Una piattaforma di osservazione e la tomba del professore Mitchell si trovano sulla vetta.
Il clima del monte è molto dolce durante l'estate e molto rude durante l'inverno. La temperatura minima rilevata è stata di -37 °C il 21 gennaio 1985 e la temperatura annuale media è di 6,6 °C. La neve è presente generalmente da dicembre a marzo. Il record di velocità del vento è di 286 km/h.